# 2MASS J05352184–0546085
2MASS J05352184–0546085 - Это двойная планетная система, расположенная в туманности Ориона.

## Описание
Коричневые карлики считаются  "неудавшимися звездами" в том смысле, что они рождаются с массами между наименее массивными звездами (0,072 массы Солнца, М⊙)1 и наиболее массивными планетами (∼0,013М⊙)2; поэтому они служат критическим звеном в нашем понимании формирования как звезд, так и планет. Однако даже самые фундаментальные физические свойства коричневых карликов остаются в значительной степени неподвластными прямым измерениям. Здесь мы сообщаем об открытии затменной двойной системы в виде коричневого карлика в области звездообразования туманности Ориона, из которой мы получаем прямые измерения массы и радиуса этих новообразованных коричневых карликов. Наши измерения массы показывают, что оба объекта являются коричневыми карликами с массами 0,054 ± 0,005М⊙ и 0,034 ± 0,003М⊙. В то же время, имея радиусы относительно Солнца 0,669 ± 0,034R⊙ и 0,511 ± 0,026R⊙, эти коричневые карлики по размеру больше похожи на звезды малой массы. Такие большие радиусы в целом согласуются с теоретическими предсказаниями для молодых коричневых карликов на самых ранних стадиях гравитационного сжатия4,5. Удивительно, однако, что менее массивный коричневый карлик является более горячим из пары; этот результат противоречит предсказаниям всех современных теоретических моделей коричневых карликов-ровесников.